# La posa
La posa è un album in studio del supergruppo italiano Nada trio, composto da Nada Malanima, Ferruccio Spinetti e Fausto Mesolella. Il disco è stato pubblicato nell'aprile 2017.

## Il disco
Il disco rappresenta il culmine del progetto Nada trio, avviato nel 1994, che coinvolge Nada, Mesolella (Avion Travel) e Spinetti (Avion Travel, Musica Nuda).
I tre artisti artefici dell'album avevano programmato un tour avente come "data zero" quella dell'11 aprile 2017 a Cagli ma purtroppo il chitarrista Fausto Mesolella è deceduto pochi giorni prima l'uscita dello stesso disco, il 30 marzo 2017.
Nel disco sono presenti diversi brani di Nada riarrangiati per l'occasione, alcune cover di cantautori italiani quali Gianmaria Testa (Dentro la tasca di un qualunque mattino) e Piero Ciampi (Sul porto di Livorno) e di artisti stranieri (Marlene Dietrich), nonché un canto popolare salentino (Malachianta). L'unico brano inedito è la title track La posa, scritto da Nada.

## Tracce
1. Ti troverò – 4:31
2. Senza un perché – 2:37
3. Guardami negli occhi – 4:35
4. Luna in piena – 4:10
5. L'estate sul mare – 3:15
6. La posa – 3:38
7. Dentro la tasca di un qualunque mattino – 2:18
8. Malachianta – 2:48
9. Falling in love again – 2:43
10. Sul porto di Livorno – 3:14
11. Una pioggia di sale – 3:47
12. Grazie – 3:39

Durata totale: 41:15

## Classifiche
| Classifica (2017) | Posizione massima |
| ----------------- | ----------------- |
| Italia            | 42                |